# Susanna Rigacci
Susanna Rigacci (* 1960) je italská pěvkyně – sopranistka narozená ve Švédsku.

## Mládí
Susanna Rigacci se narodila v roce 1960 ve švédském Stockholmu. Je dcerou skladatele a dirigenta Bruna Rigacciho. Absolvovala studium zpěvu na Konzervatoři Luigi Cherubiniho ve Florencii. Její další postgraduální studium vedly profesorky Gina Cigna a Iris Adami Corradetti. Již tehdy byla oceněna na mezinárodních soutěžích. V roce 1983 získala pod vedením profesorky Corradetti cenu v soutěži pojmenované po Marii Callas, pořádané italským rozhlasem RAI. V roce 1985 dostala cenu, udělovanou konzervatoří Mozarteum v Salcburku na podporu nadějným pěvcům.

## Kariéra
V Itálii působila Susanna Rigacci v nejprestižnějších divadlech, jako jsou: La Scala v Miláně, La Fenice v Benátkách, Tatro dell’Opera di Roma v Římě, Teatro Filarmonico ve Veroně, Teatro Massimo v Palermu, Teatro Regio v Parmě, Teatro Massimo Bellini v Catanii a Teatro Comunale v Bologni.
Zpívala také v Carnegie Hall v New Yorku, v Opéra Comique a v divadle Châtelet v Paříži, s Pražskou komorní filharmonií, v Royal Albert Hall a Queen Elizabeth Hall v Londýně, v Opéra de Wallonie v Lutychu, v Sibelius Academy v Helsinkách, ve Fundacao Gulbenkian v Lisabonu, na Wexford festivalu, na festivalu Maggio Musicale Fiorentino ve Florencii, v Teatro Municipale na Mallorce a ve Stadttheater ve švýcarském Bernu.
Její repertoár čerpá většinou z klasiků italského baroka (Vivaldiho, Scarlattiho, Cimarosy, Baldassara Galuppiho, Pergolesiho, Boccheriniho, Stradella, Gaspariniho, Sacchiniho). Z děl těchto autorů natočila několik nahrávek se Solisti Veneti, které dirigoval Claudio Scimone pro vydavatelství Philips a Bongiovanni.
Její repertoár z děl Giocchina Rossiniho zahrnuje opery Pan Bruschino (Il signor Bruschino), Lazebník sevillský (Il barbiere di Siviglia) a Manželská směnka (La cambiale di matrimonio). Z děl Gaetana Donizettiho zpívala Rigacci v operách Don Pasquale (jako Norina, tato nahrávka byla filmově zpracována pro německou televizi), Nápoj lásky (Adina; L'elsir d'amore) a Dcera pluku (La figlia del reggimento).